# Kanako Enomoto
Kanako Enomoto (榎本 加奈子 Enomoto Kanako?,  Minato, Tokio, 29 de septiembre de 1980) es una actriz y ex-idol japonesa. En 2009, Enomoto entró en hiatus.

## Biografía
Enomoto atrajo la atención pública a la edad de doce años, tras ser seleccionada como portavoz de la compañía telefónica Astel. A los catorce años, se convirtió en una de las muchas jóvenes "J-Idol" con la publicación de su primer álbum de fotos, Fourteen en 1995. Continuó lanzando otros fotolibros como Edge (1996), Marugoto Kanako (1997), Michi (1998), Koko, Soko, Asoko (1999) y Meirai (2002). Alrededor de este período, también apareció en portadas de revistas y grabó videos que complementaban sus proyectos de álbumes de fotos.
Enomoto llevó a cabo una carrera como actriz. Comenzó interpretando roles de "hermana pequeña" en series de acción y comedia, y finalmente, los papeles maduros que obtuvieron elogios críticos. Ganó el premio "Mejor actriz de reparto" por su interpretación de una mujer joven con problemas mentales en la serie dramática Flowers for Algernon (2002) y recibió críticas universalmente entusiastas por su papel en el largometraje Inu-Neko, que fue estrenado en 2004. Enomoto también ha trabajado como presentadora de radio para la red Fuji, como presentadora de televisión, y ha realizado numerosas apariciones especiales en programas de televisión y espectáculos de variedades.

## Vida personal
El 9 de mayo de 2005, Enomoto contrajo matrimonio con el jugador de béisbol Kazuhiro Sasaki, con quien había comenzado un romance y quien además era trece años mayor que ella. Cuando Enomoto quedó embarazada, la esposa de Sasaki en aquel entonces, la excantante idol Kaori Shimizu, se divorció de este el 18 de marzo de 2005. Su primer hijo nació prematuramente el 29 de abril de 2005. También tiene dos hijastros como resultado de la relación de Sasaki con su primera esposa. En 2009, Enomoto se retiró oficialmente de su carrera como actriz para dedicarse a su familia, aunque ha aparecido junto a su marido en varios eventos. Recientemente anunció que dio a luz a su segundo hijo.
A lo largo de su vida, Enomoto ha practicado música y baile, y le gusta cocinar. Publicó un libro de cocina de sus recetas favoritas en 2003. También lanzó un CD de su canto en 2002.

## Filmografía

### Televisión
- Algernon ni Hanataba wo (Fuji TV, 2002)
- Golden Bowl (NTV, 2002)
- Kangei! Danjiki Goikkosama (NTV, 2001)
- Beauty 7 (NTV, 2001)
- Tadaima Manshitsu (TV Asahi, 2000)
- Salaryman Kintaro 2 (TBS, 2000)
- Virtual Girl (NTV, 2000)
- Shoshimin Keen (Fuji TV, 1999)
- Kizu Darake no Onna (Fuji TV, 1999)
- Kawaii dake ja dame kashira (TV Asahi, 1999)
- Salaryman Kintaro (TBS, 1999)
- P.A. Private Actress (NTV, 1998)
- Osorubeshi! Otonashi Karensan (TV Asahi, 1998)
- Shinryonaikai Ryoko (NTV, 1997)
- Five (NTV, 1997)
- Riso no Kekkon (TBS, 1997)
- Seiryu Densetsu (NTV, 1996)
- Yami no Purple Eye (TV Asahi, 1996)
- Iguana no Musume (TV Asahi, 1996)
- Campus Note (TBS, 1996)
- Nanase Futatabi (Fuji TV, 1995)
- Best Friend (NTV, 1995)
- Ie Naki Ko 2 (NTV, 1995)

### Películas
- Inuneko (2004)
- Salaryman Kintaro (1999)
- Tokimeki Memorial (1997)
- Yurika-chan (1995)
- Tokimeki Memorial (1994)